# Metopoceras sagarraiana
Metopoceras sagarraiana là một loài bướm đêm trong họ Noctuidae.